# Moretti (calciatore)
 Moretti (fl. XX secolo) è stato un calciatore italiano, di ruolo attaccante.

## Carriera
Con l'Alba Roma disputa 14 gare con 9 gol all'attivo nel campionato di Prima Divisione 1922-1923.